# Hémérocalle
Hemerocallis
Genre
Classification APG III (2009)
L'hémérocalle, aussi appelée Lis d'un jour, est une plante du genre Hemerocallis qui appartient à la famille des Liliacées selon la classification classique, ou à celle des Asphodélacées selon la classification phylogénétique APG IV.
Les fleurs de ces plantes sont de couleurs et de formes très diverses. Plus de soixante mille cultivars, résultant pour la plupart d'hybridations par les amateurs de jardinage, sont répertoriés, appréciés et étudiés par les sociétés internationales d'Hemerocallis.

## Étymologie
Ces plantes vivaces doivent leur nom au grec ἡμέρα (hemera), « jour », et κάλλος (kálos), « beauté ». En effet, les fleurs de la plupart des espèces de ce genre s'épanouissent à l'aube et se fanent au coucher du soleil, pour être remplacées par une autre sur la même tige le lendemain. Certaines espèces fleurissent la nuit.

## Description
Comme la durée de la floraison est éphémère, ce qui oblige à enlever chaque jour les fleurs fanées pour des raisons esthétiques, les hémérocalles sont peu utilisées comme fleurs coupées bien qu'elles continuent à faire de nouvelles fleurs sur les tiges coupées pendant plusieurs jours.
Seul un petit nombre de cultivars sont parfumés. Certains cultivars refleurissent plus tard dans la saison, en particulier si leurs fructifications sont taillées.
La fleur est composée de trois pétales et trois sépales, collectivement appelés tépales, chacun avec une nervure centrale de couleur identique ou contrastante. La section centrale de la fleur, appelée la gorge, a généralement une couleur différente. Il y a six étamines, chacune avec une anthère à deux lobes. Après la pollinisation, la fleur forme une capsule à trois loges.
Les hémérocalles à fleurs jaunes, roses, et autres pastel exigent le plein soleil pour faire ressortir toutes leurs couleurs ; les variétés plus sombres, rouges et pourpres, ont elles besoin d'ombre. Elles ont une période de floraison relativement courte, selon le type. Certaines fleurissent au début du printemps alors que d'autres attendent l'été ou même l'automne. La plupart des hémérocalles fleurissent pendant une à cinq semaines, mais certaines « remontantes » fleurissent deux fois par an.

## Culture
L'hémérocalle est souvent appelée « la plante vivace parfaite », en raison de ses couleurs vives, sa capacité à tolérer la sécheresse et à prospérer dans de nombreuses zones climatiques différentes tout en nécessitant peu d'entretien.

## Utilisations

### Plante ornementale
L'hémérocalle est souvent plantée dans les jardins du monde entier pour ses fleurs et son feuillage. Elle a été représentée par  Claude Monet. L'artiste Henri Bergé, auteur de l'Encyclopédie Florale, réalise également une étude de cette fleur.

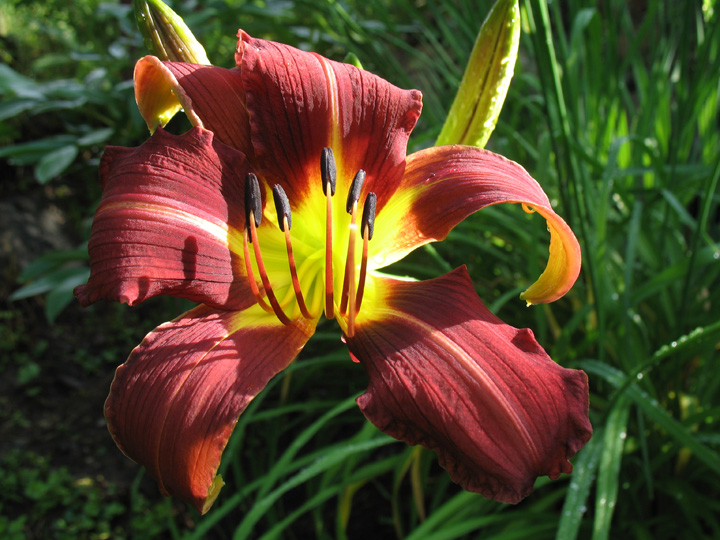
Hémérocalle.
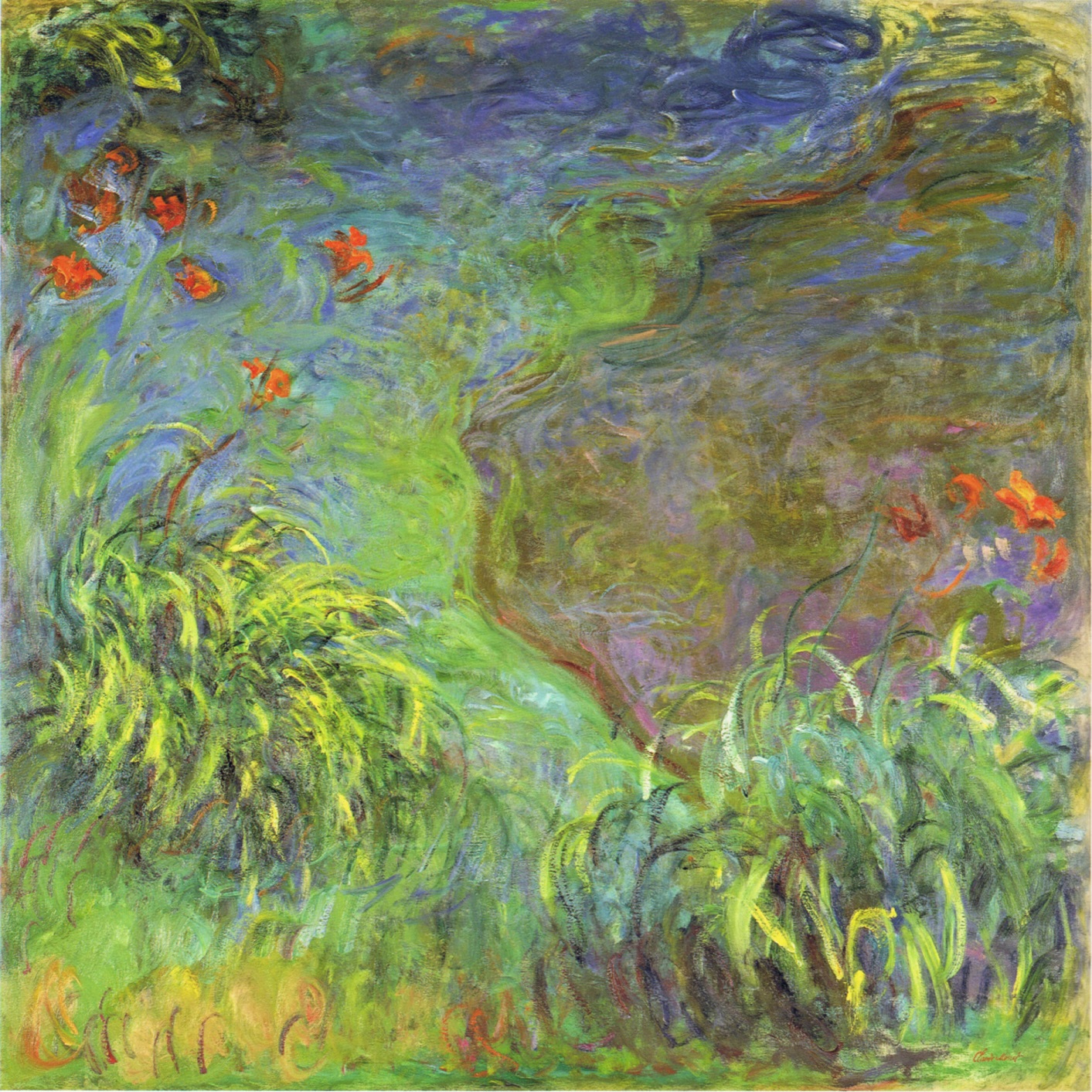
Claude Monet, Hémérocalles au bord de l’eau.
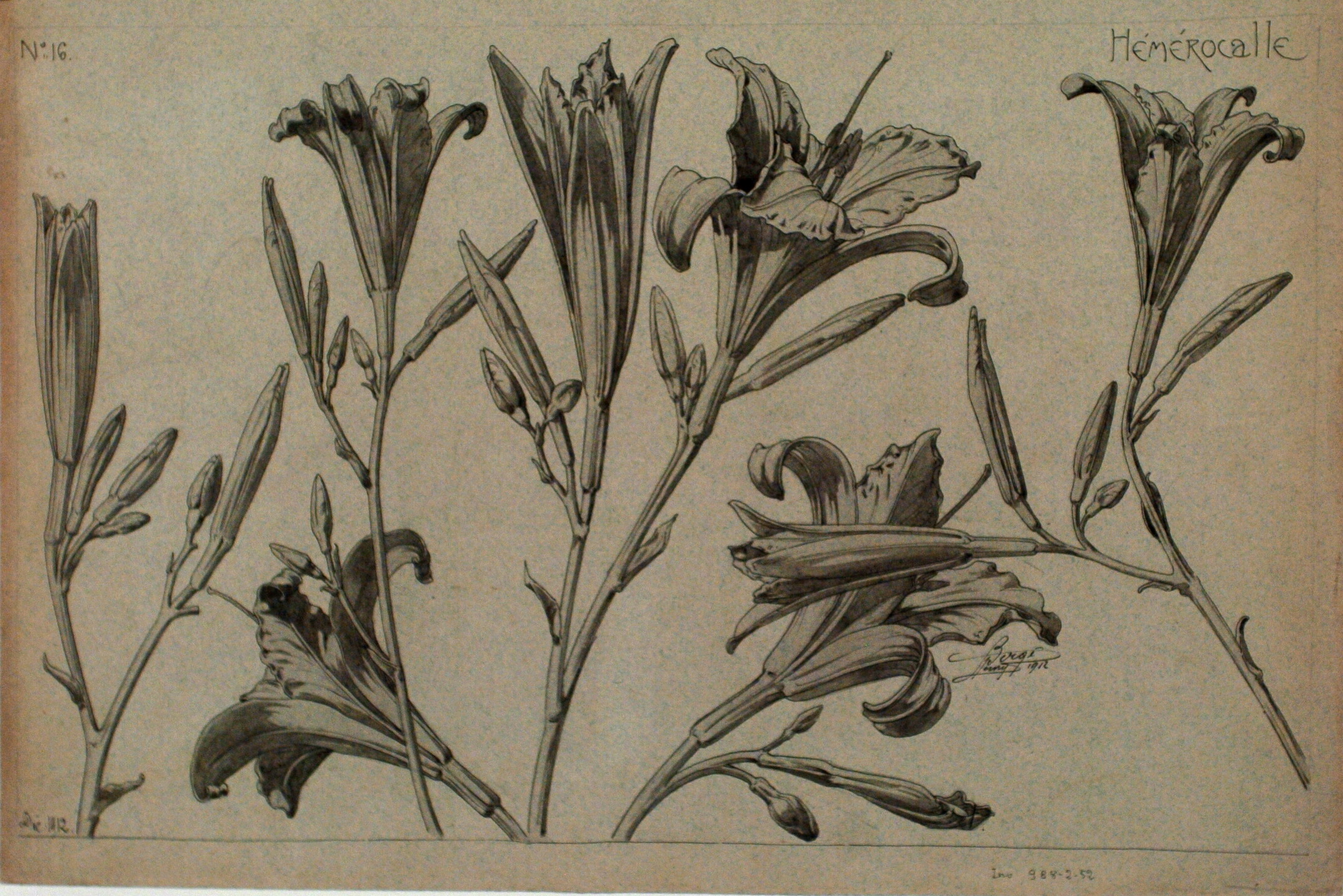
Etude d'hémérocalle, Henri Bergé, décembre 1912, Musée de l'Ecole de Nancy.

### Plante alimentaire et intérêt culinaire
Plusieurs espèces d'hémérocalles ont été ou sont encore couramment consommées, depuis des millénaires, dont dans certains pays d'Asie (H. flava (Lys jaune) et H. fulva, Lys rouge).
Les jeunes pousses sont comestibles, crues ou cuites, comme légumes à la façon des haricots verts.
Les fleurs (épanouies ou en boutons), ont une saveur très spécifique, et leur forme conique est intéressante : les boutons peuvent être cuits à la vapeur, mangés en omelette ou confits dans le vinaigre. Selon l'ethnobotaniste François Couplan, les fleurs bien ouvertes peuvent être mangées en beignet ou frites. Elles peuvent aromatiser et épaissir la soupe (pour ça, elles étaient parfois séchées ou conservées dans le sel (ce qui change leur goût), puis réhydratées et ajoutées à la soupe en fin de cuisson). En dessert, crues elles peuvent être farcies avec de la crème fouettée ou de la crème glacée ou servir de décoration pour un plat ou un dessert. En Chine, la fleur séchée (même fanée) est commercialisée ; on y consomme notamment H. minor, parfois trouvée en Europe comme plante décorative.
Les tubercules encore jeunes peuvent être mangés crus ou cuits. Plus âgés, les tubercules doivent être cuits (à la façon des pommes de terre).
Certaines espèces et hybrides sont plus appréciés que d'autres.
Bien que toutes les espèces soient comestibles, certaines personnes peuvent mal tolérer ces fleurs ou leur pollen.[réf. nécessaire]

## Liste d'espèces
- Hemerocallis altissima Stout
- Hemerocallis aurantiaca Baker
- Hemerocallis citrina Baroni - Hémérocalle citron
- Hemerocallis cordata C.P.Thunberg ex A.Murray
- Hemerocallis coreana Nakai
- Hemerocallis darrowiana S.Y.Hu
- Hemerocallis dumortierii Morr
- Hemerocallis esculenta Koidz.
- Hemerocallis exaltata Stout
- Hemerocallis × exilis Satake
- Hemerocallis flava L : Lemon Lily - Hémérocalle jaune
- Hemerocallis forrestii Diels
- Hemerocallis fulva L. : Orange Daylily, Tawny Daylily, Tiger Lily, Ditch Lily - Hémérocalle fauve
- Hemerocallis hakuunensis Nakai
- Hemerocallis hongdoensis M.G.Chung &  S.S.Kang
- Hemerocallis × hybrida (Hort.)
- Hemerocallis japonica C.P.Thunberg ex A.Murray
- Hemerocallis lilioasphodelus L. - Synonyme de Hemerocallis flava L.
- Hemerocallis littorea Makino
- Hemerocallis micrantha Nakai
- Hemerocallis middendorffii Trautv. &  Mey.
- Hemerocallis minor Mill.
- Hemerocallis multiflora Stout
- Hemerocallis nana W.W.Sm. & Forrest
- Hemerocallis × ochroleuca (Hort. ex Bergmans)
- Hemerocallis pedicellata Nakai
- Hemerocallis plicata Stapf
- Hemerocallis sempervirens Araki
- Hemerocallis sendaica Ohwi
- Hemerocallis serotina Focke
- Hemerocallis × stoutiana Traub (Hort.)
- Hemerocallis sulphurea Nakai
- Hemerocallis taeanensis S.S.Kang & M.G.Chung
- Hemerocallis thunbergii Baker
- Hemerocallis × traubara Moldenke (Hort.)
- Hemerocallis × traubiana Moldenke (Hort.)
- Hemerocallis vespertina Hara
- Hemerocallis washingtonia Traub
- Hemerocallis × yeldara Traub (Hort.)
- Hemerocallis × yeldiana Traub (Hort.)
- Hemerocallis yezoensis Hara

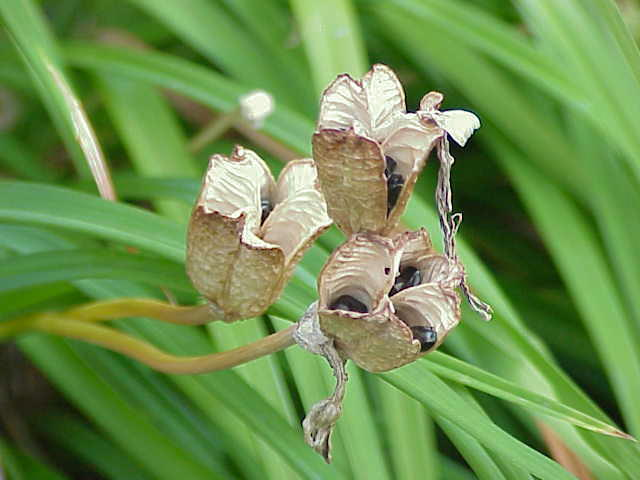
Hemerocallis minor
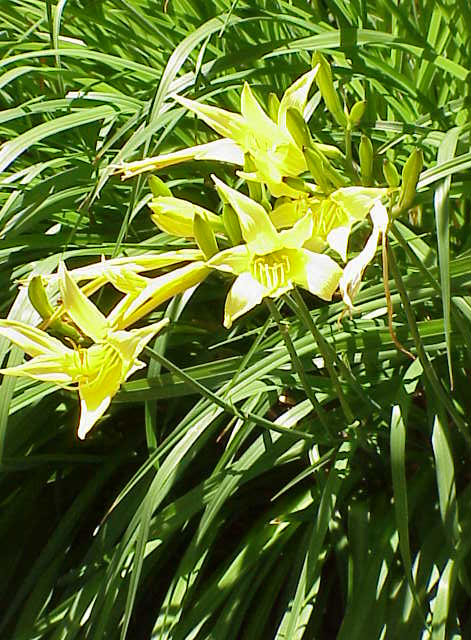
Hemerocallis thunbergii
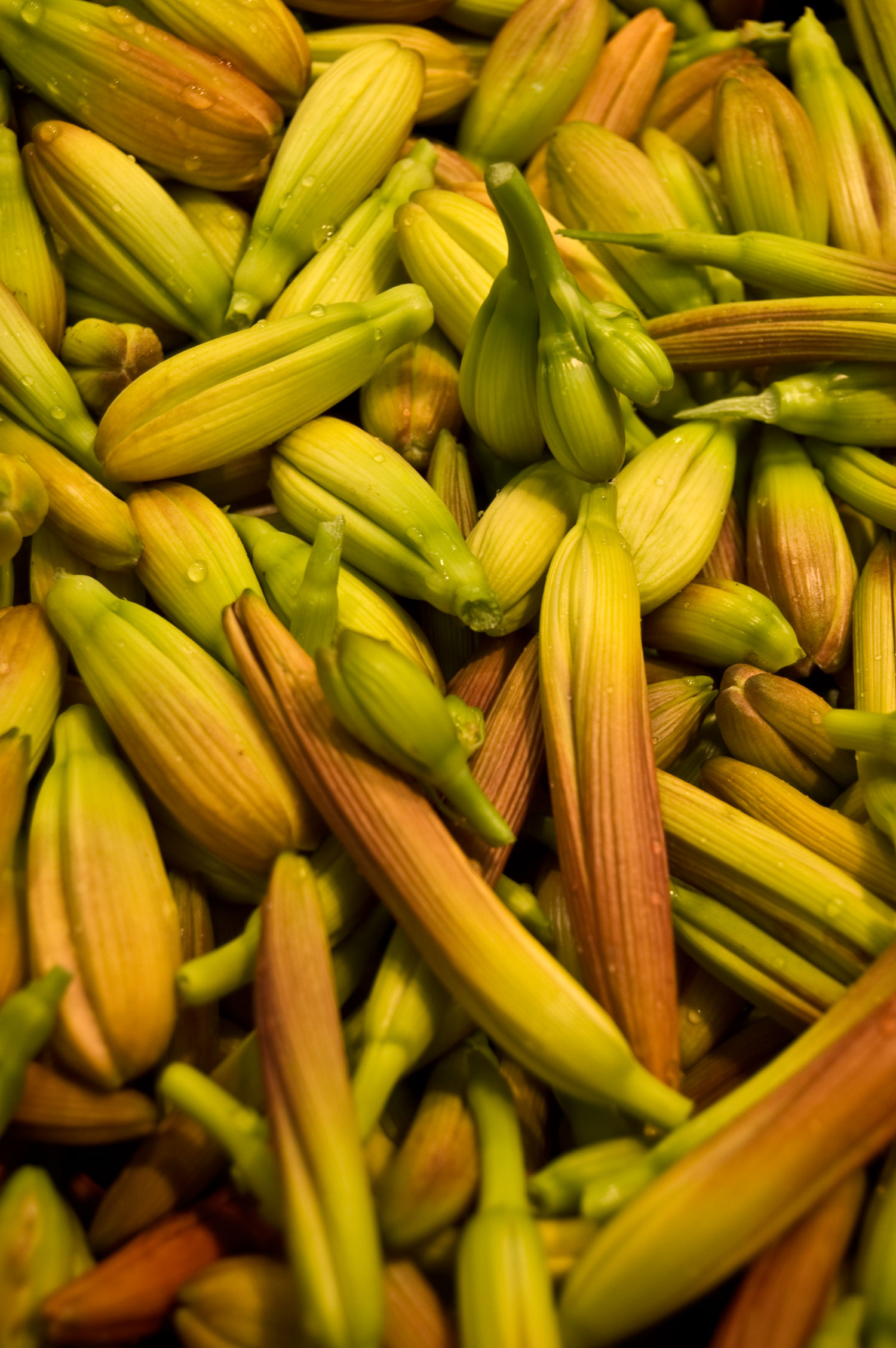
Boutons d'hémérocalle
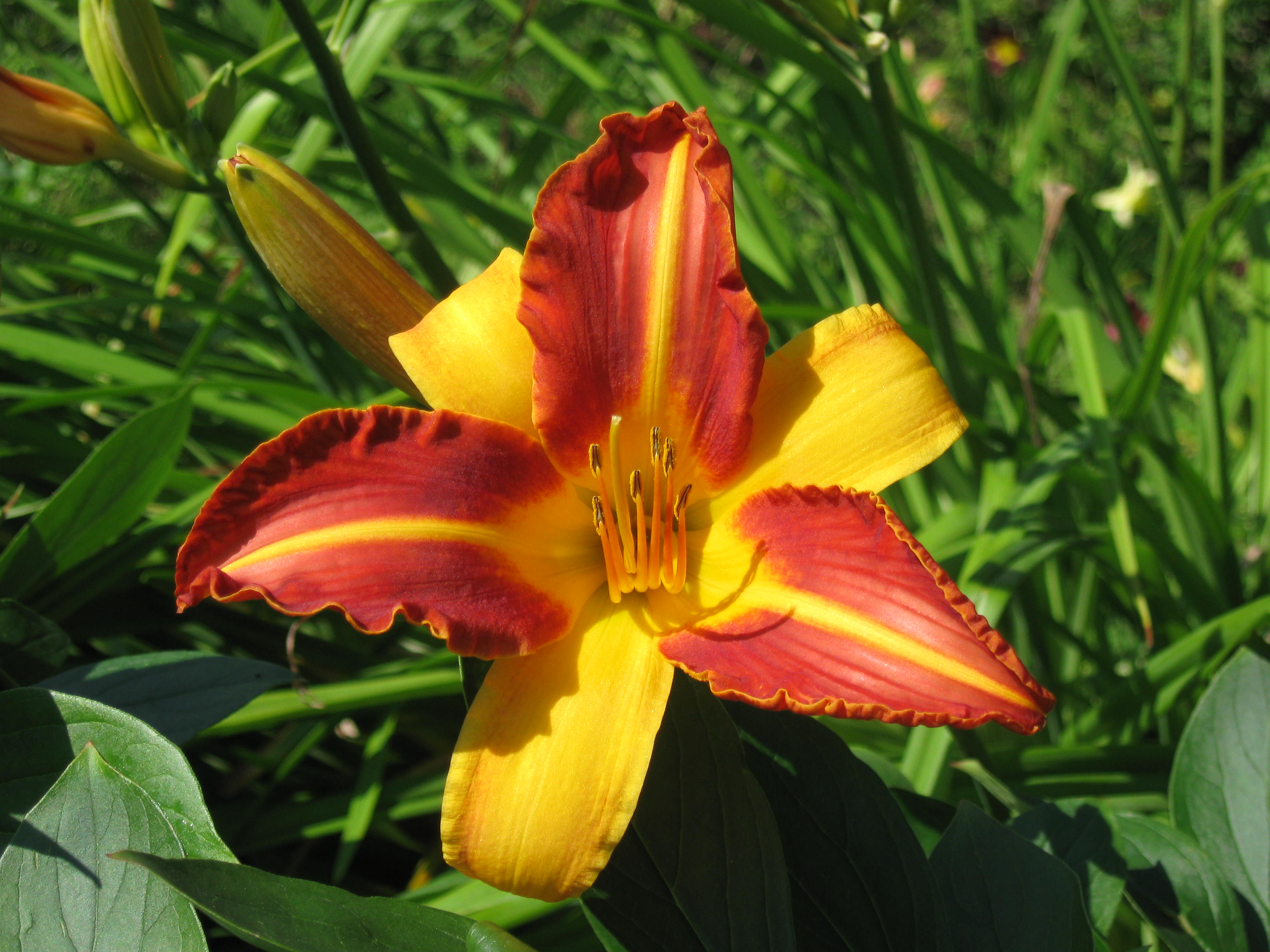
Frans Hals
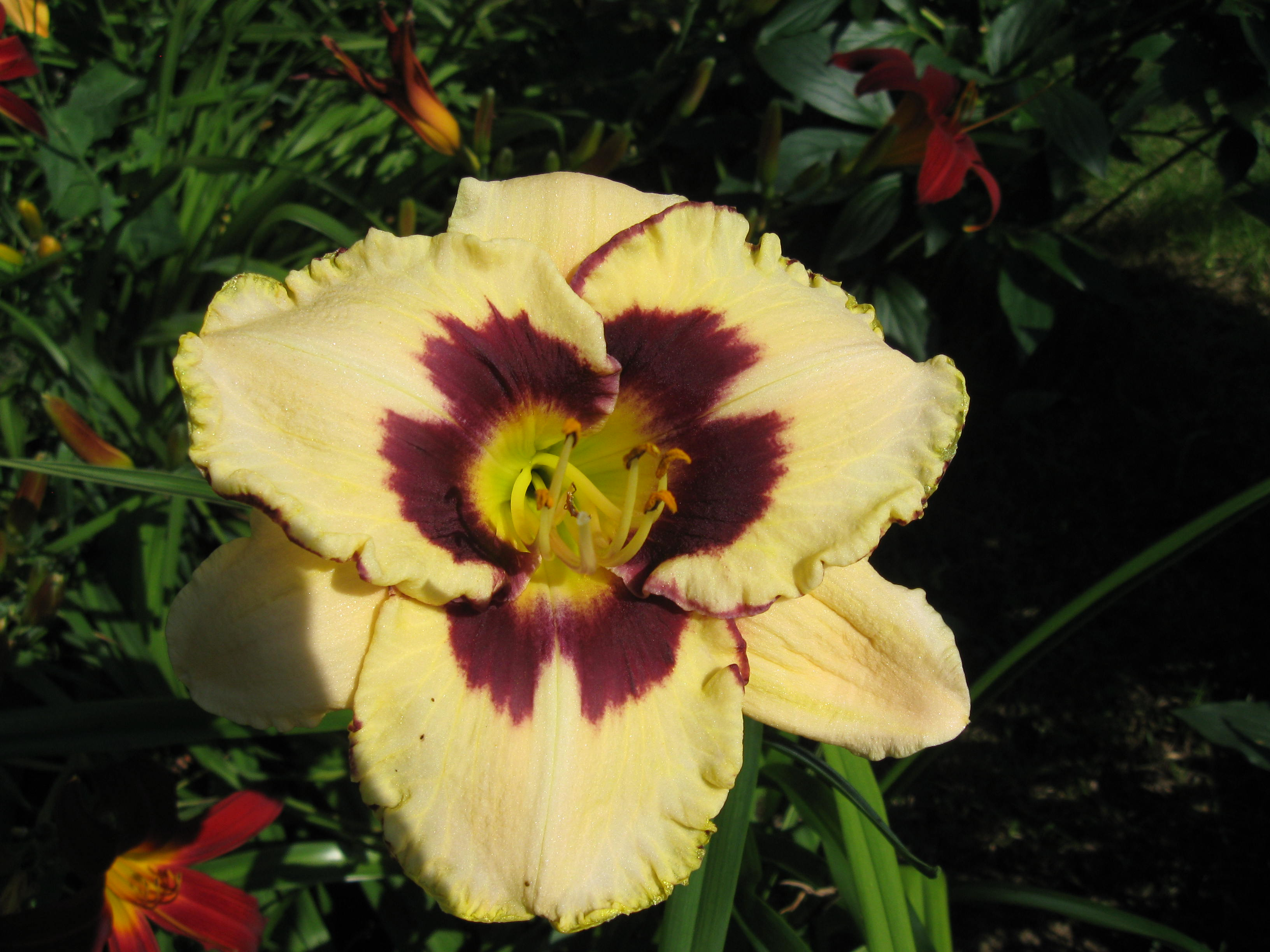
Canadian Border Patrol
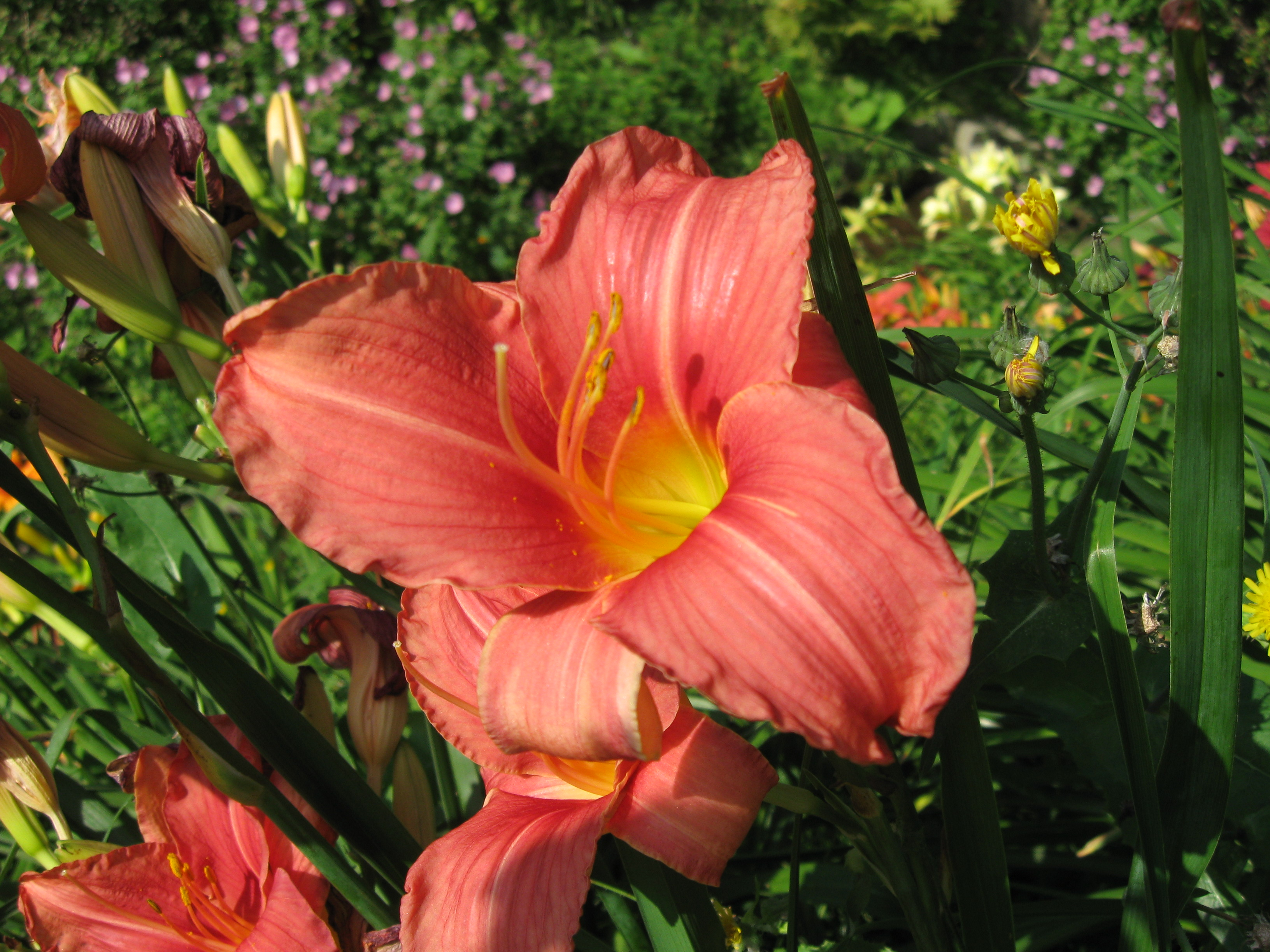
Prairy Bell
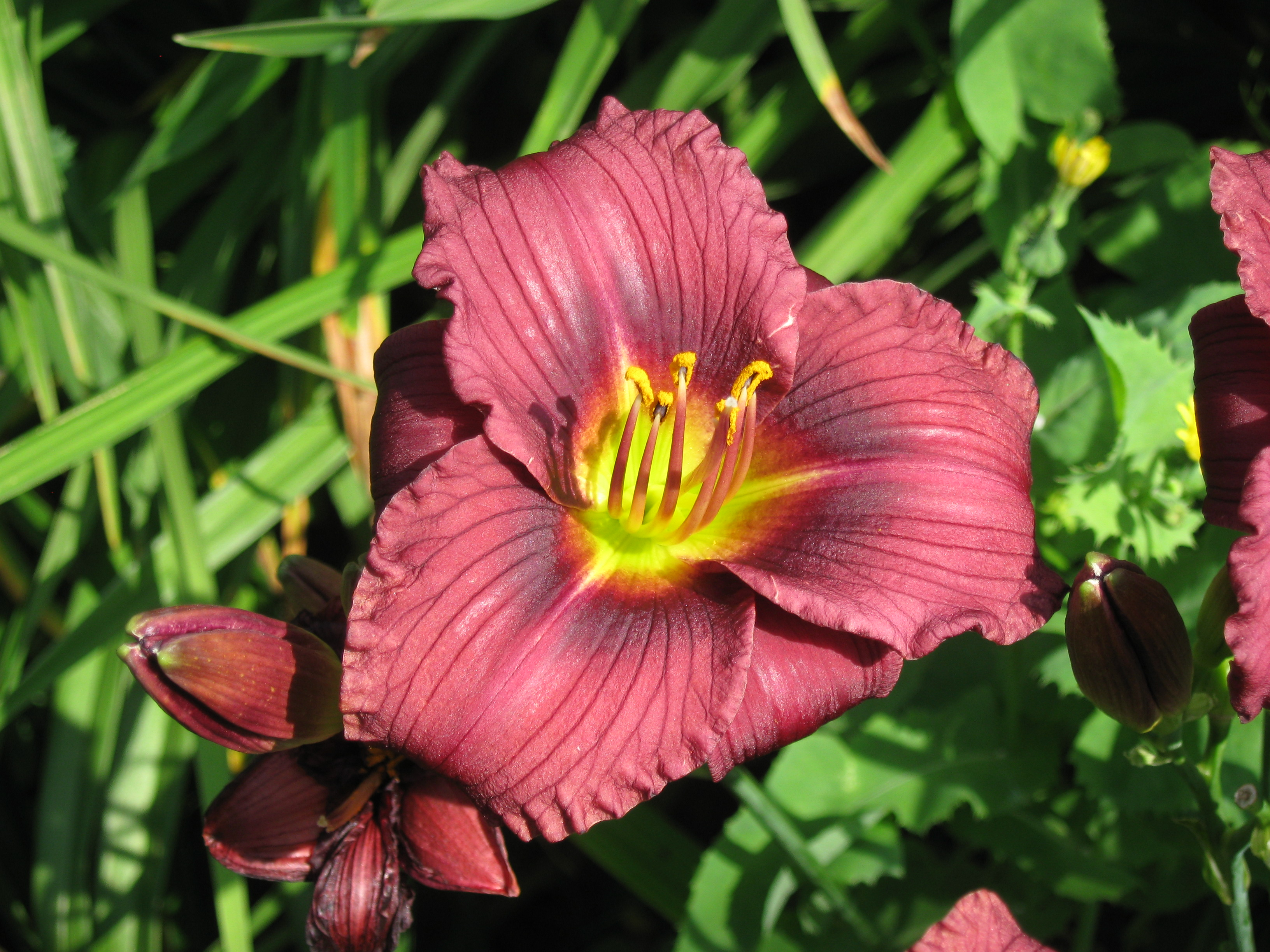
Red Toy
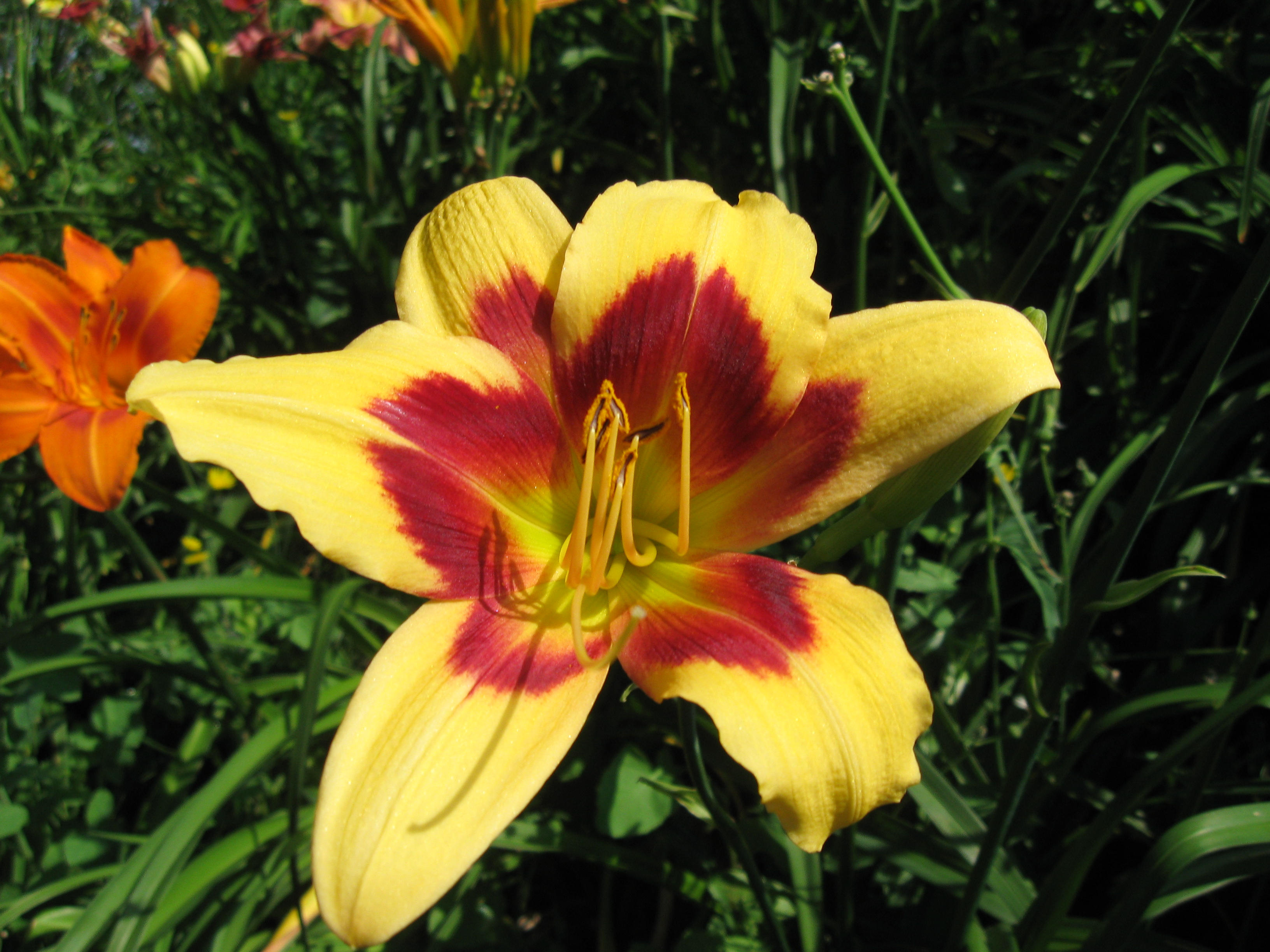
Nefertitii
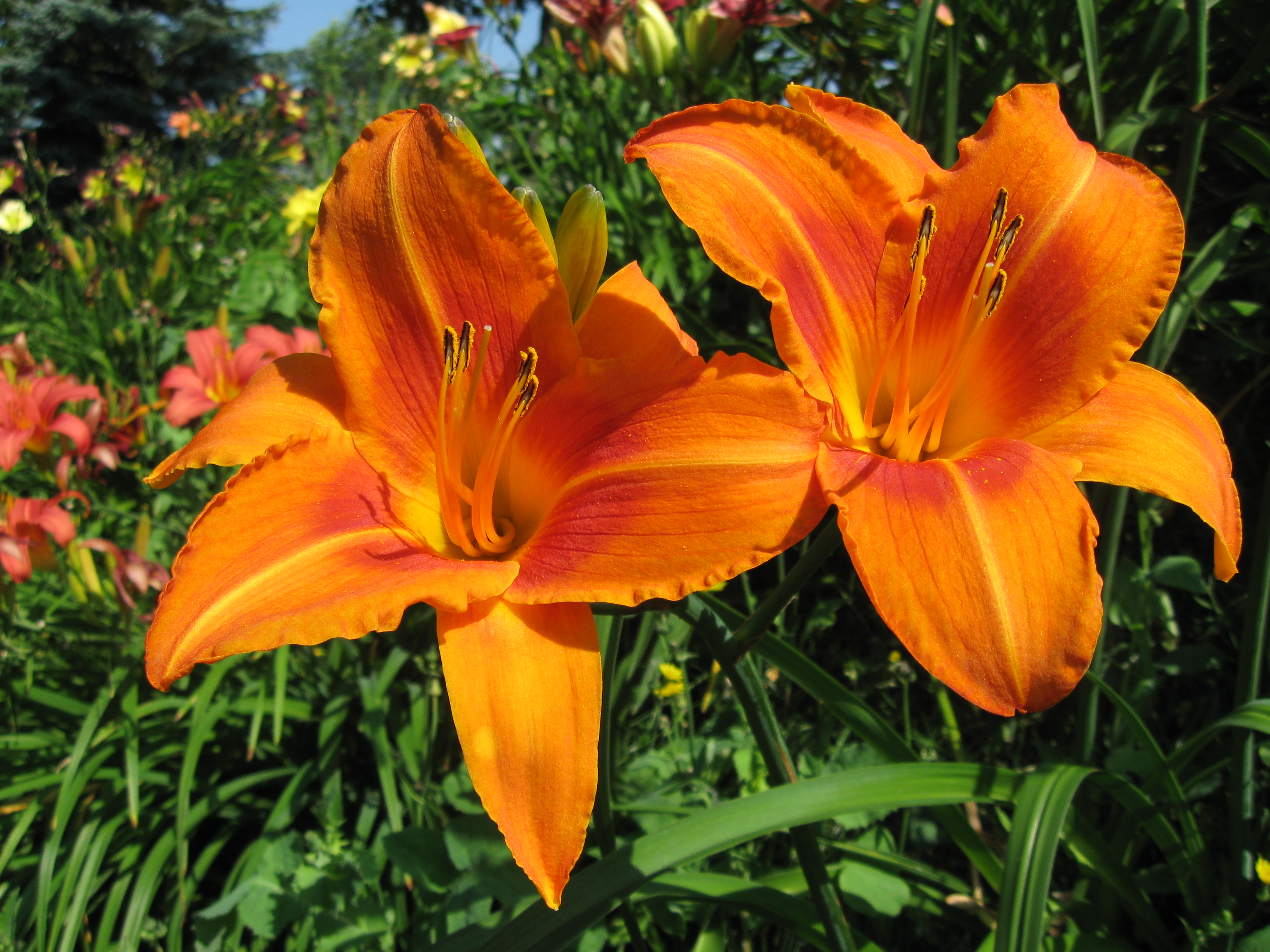
Burning Daylight
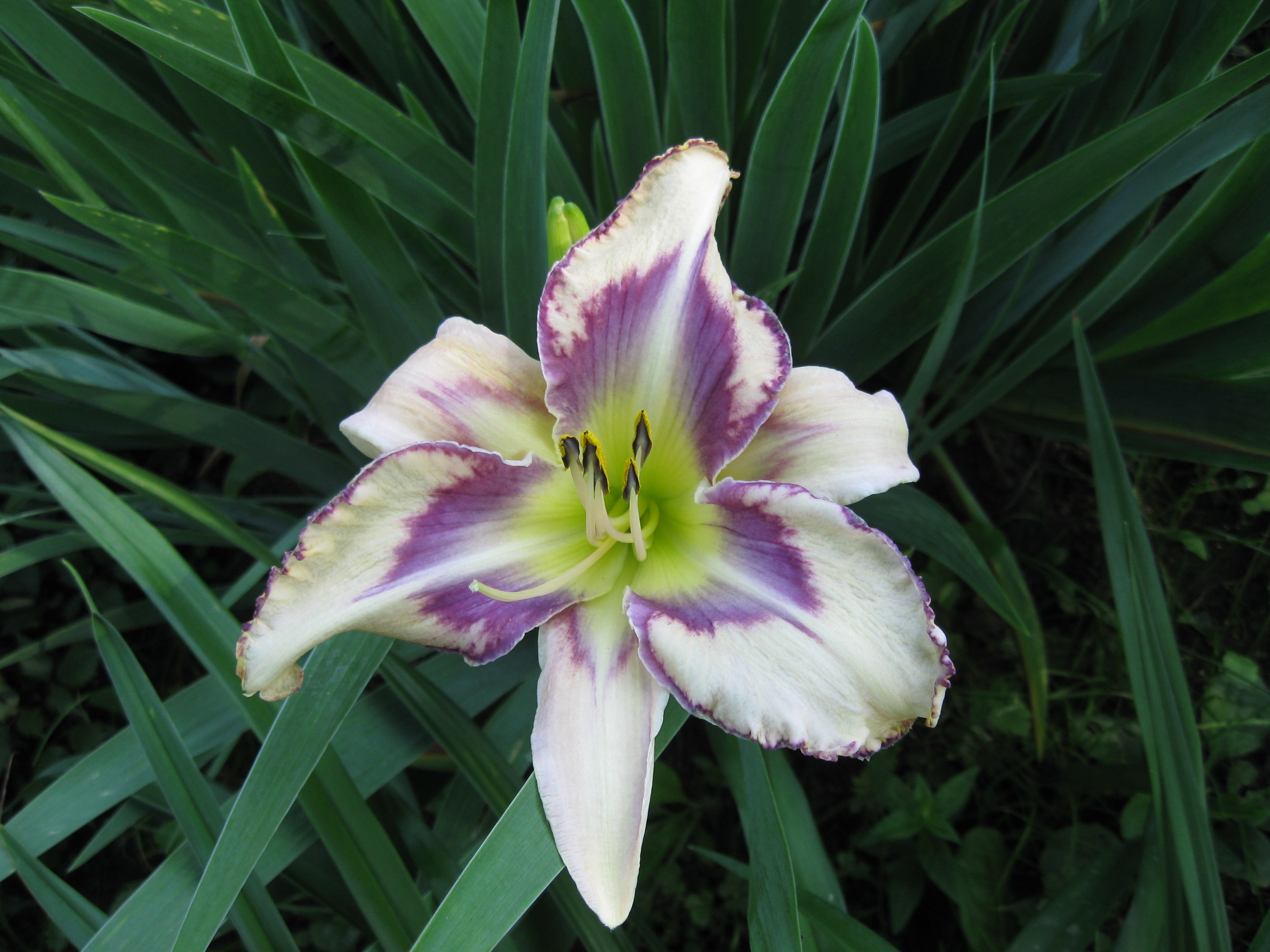
Destined To See
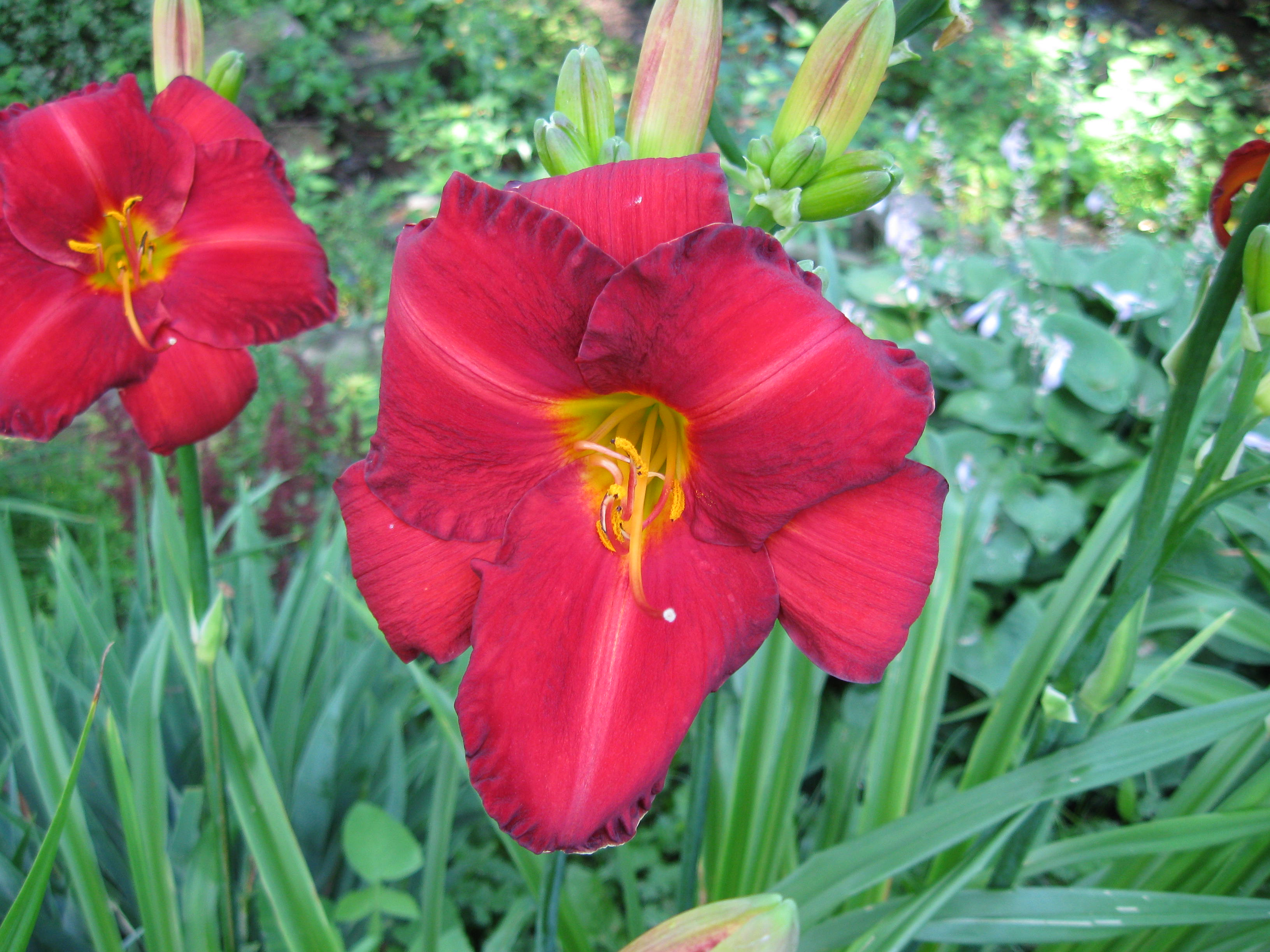
Chicago Apache
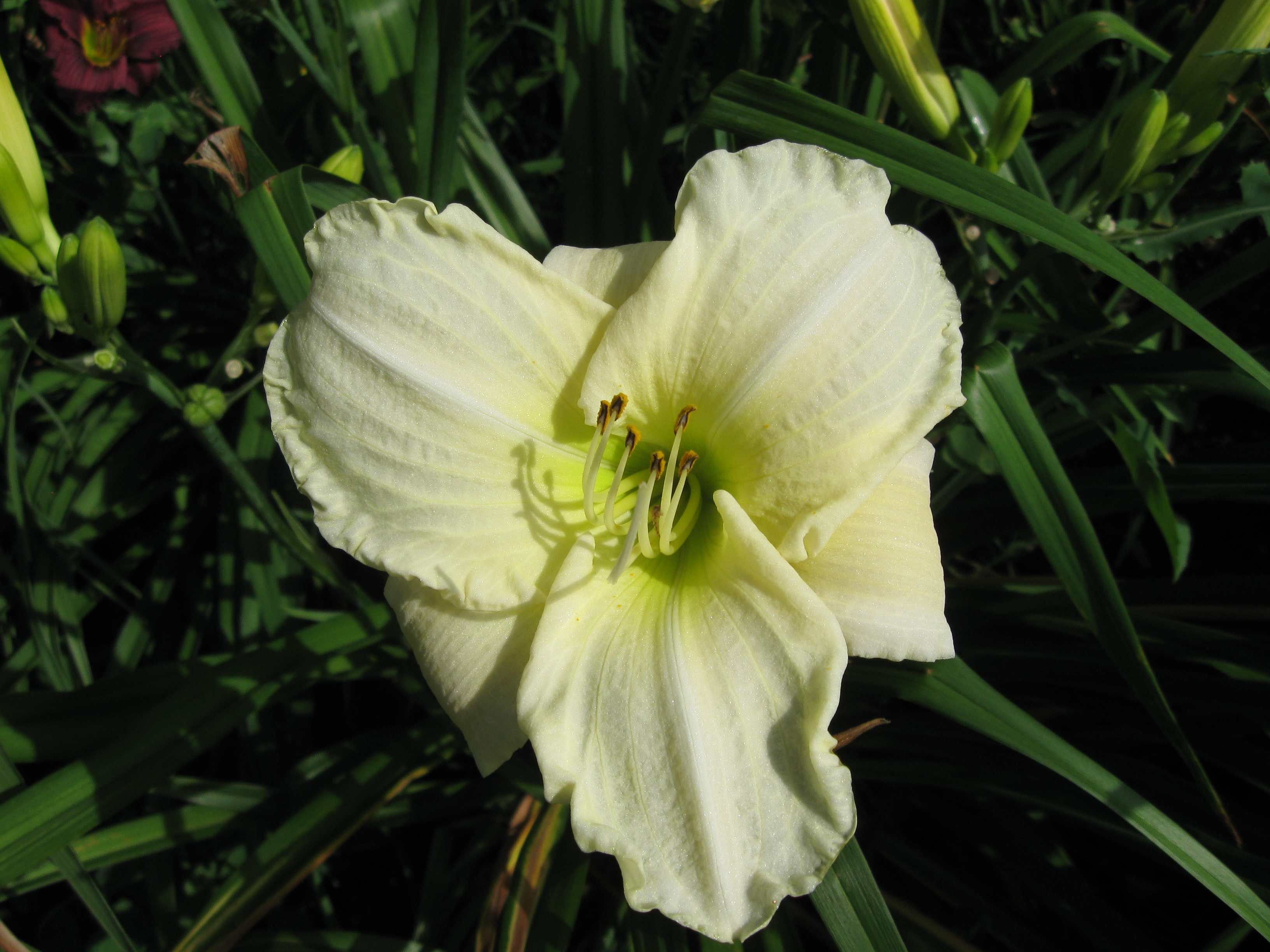
White Temptation

## Symbolique

### Calendrier républicain
L'hémérocalle voyait son nom attribué au 2e jour du mois de prairial, généralement chaque 21 mai du calendrier grégorien.